# Pedro de Hegedüs
Pedro de Hegedüs Molnar (Budapest, Provincia, Hungría, 7 de mayo de 1895; Montevideo, Uruguay, 26 de febrero de 1961) fue un atleta, profesor de educación física y entrenador húngaro. 

## Biografía

### Su vida en Europa
Desde muy joven comenzó a practicar boxeo en su Budapest natal. Allí también realizó la práctica del atletismo y los saltos ornamentales. A los 18 años ingresó a la Facultad de Medicina para estudiar neurología, lo que no duró mucho debido al comienzo de la Primera Guerra Mundial. Sirvió 4 años en el frente Ruso-Italiano y a los 21 años fue ascendido a Capitán.

### Su arribo a Uruguay
Llegó y como cualquier otro inmigrante trabajó como obrero. Luego del paso de los años ejerció como preparador físico en el club Sud América y tras una buena temporada, es contratado por el Club Atlético Peñarol como entrenador del primer equipo. En dicha institución logró el Torneo Competencia y un subcampeonato en el uruguayo.

## Clubes
| Club    | País    | Año  |
| ------- | ------- | ---- |
| Peñarol | Uruguay | 1943 |